# Meticlotiazida
Meticlotiazida es el nombre del principio activo de un diurético antihipertensivo del grupo de las tiazidas, análogo de la hidroclorotiazida. 

## Indicación
La meticlotiazida se indica como terapia adyuvante en el edema asociado a la insuficiencia cardíaca congestiva, cirrosis hepática y corticosteroides y estrógeno-terapia. También ha sido útil en el edema debido a diversas formas de disfunción renal, tales como: síndrome nefrótico, glomerulonefritis aguda, y la insuficiencia renal crónica.